# Anumeta fricta
Anumeta fricta är en fjärilsart som beskrevs av Hugo Theodor Christoph 1893. Anumeta fricta ingår i släktet Anumeta och familjen nattflyn. Inga underarter finns listade i Catalogue of Life.